# بوشار الرابع دي أفيسنيس
بوشار الرابع (بالفرنسية: Bouchard d'Avesnes)‏ أو بورشار الرابع (1244-1182) كان لورد أفيسنيس وإترونغت، هو ابن جاك دي أفيسنيس وأديلا من غيس وأيضا هو شقيق والتر دي أفيسنيس، كونت بلوا.
بدأت بوشار مسيرته في عالم الترتيل وشماس في كنيسة لاون، وفي 1212، تم تعيينه مأمور لـ هينو وبهذه الصفة شغل منصب مدرس والوصي على مارغريت شقيقة جوان، كونتيسة فلاندرز وهينو ثم تزوجها في وقت لاحق في 1212،  على الرغم من أنها كانت في العشر من العمر السنة التي لا يمكن فيها إتمام الزواج، لا جوان ولا كونت فيران أعطى موافقتهم، وحاولوا يوقفوا هذا الزواج.
بوشار عاش حياة شبه حرب، قام بغزو أراضي شقيقه والتر، محاولا الحصول على ميراثه، وثم غزا فلاندرز وإجبار جوان وفرديناند للاعتراف بزواجه من مارغريت، ثم قاتل في معركة بوفين في 1214 تحت راية الفلمنكية، ولكن فيليب أوغسطس ملك فرنسا خرج منتصراً في المعركة، ثم نصح البابا البابا إينوسنت الثالث لإعلان الزواج بوشار ومارغريت غير قانوني، وفي نهاية المطاف بوشار في 19 يناير 1216 طرد من البلاط الفلمنكي  وأخذوا ملجأ في لوكسمبورغ، وفي 1219 تم القبض على بوشار في إحدى معركة وأصبح مسجوناً في غنت ولمدة عامين، لإطلاق سراحه قُبل بحل زواجه من مارغريت، بوشار غادر نحو إيطاليا للقتال مع الكرسي الرسولي من أجل قضيته، لدى عودته قُتل بقطع رأسه في روبلموند بناء على أوامر من جوان.
كان بوشار ومارغريت ثلاثة أبناء؛ لعبوا دوراً هاماً في حرب الخلافة فلاندرز وهينو :
- بالدوين (1217-1219)، لجأ مع والديه في لوكسمبورغ.
- جان الأول (1218-1257)، في وقت لاحق كونت هينو.
- بالدوين (1219-1295)، لورد بومون.